# یواس‌اس راس (دی‌دی-۵۶۳)
یواس‌اس راس (دی‌دی-۵۶۳) (به انگلیسی: USS Ross (DD-563)) یک کشتی بود که طول آن ۱۱۴٫۷ متر (۳۷۶ فوت) بود. این کشتی در سال ۱۹۴۳ ساخته شد.